# Font de Xorrigo
La Font de Xorrigo, també dita Font del Moro, és una font que està situada a la possessió de Xorrigo, al terme municipal de Palma, Mallorca, prop de l'autovia de Palma a Manacor. És d'origen romà i modificada en època musulmana.
Etimològicament "Xorrigo" prové del verb llatí subrigo, que significa sorgir, brollar.
Està formada per una galeria d'uns 77 m de llargària dels que els primers 40 estan formats per una trinxera excavada a la roca amb una amplària variable, de mitjana uns 60 cm, i una altura que comença a la boca de la galeria d'uns 2 m fins al punt més alt al voltant dels 15 m, molt irregulars però també molt verticals. L'entrada de la boca duu la inscripció 1939, que sembla la data de construcció. A uns 5 m de la boca d'entrada hi ha el primer dipòsit de dimensions 1x3x1,5 m, a l'esquerre en sentit de sortida de l'aigua. Aquí comença una galeria soterrada també amb mesures variables, excavada a la roca, sense paredar, amb coberta de volta i amplària variable, entre els 90 cm i 1,60 m; la llargària està entorn dels 37 m en un recorregut serpentejant i amb una canal de teula pel costat hídric de la dreta que va de l'ullal situat al final de la mina fins al segon dipòsit que té una cabuda d'uns 4 m³ i que també cau a l'esquerre en sentit de sortida de s'aigua. No s'observa cap connexió entre els dos dipòsits, malgrat que se suposa que roman enterrada i destruïda davall les nombroses pedres, roques i terra arrossegada des de dalt, ja que és el tram de trinxera a cel obert.
A fora hi ha un gran abeurador (10 x 0,40 x 0,60 m) fet de pedra amb les restes d'una espècie de tremuja que havia de servir per abocar l'aigua. El dipòsit més a prop de la sortida està a quasi 2 m per davall del nivell del terreny exterior i, per tant, de l'abeurador, per la qual cosa hom suposa que l'aigua es devia treure a mà, si més no en la darrera fase d'explotació. És possible que en alguna època hagi anat tota la galeria plena d'aigua, més amunt dels 2 m de desnivell inicial.
Apareix a dues rondalles: En Joanet i els set missatges i n'Amet i les promeses incomplides.